# Rezbarstvo
Rezbarstvo je umijeće oblikovanja ukrasa i likova tehnikom plitkoga ili dubokoga reza u različitim materijalima. Rezbari se ponajviše u drvu (drvorezbarstvo), zatim u keramici te u kovini. 
Umijeće se isprepleće s likovnom umjetnošću i pokazuje osobine slikarskog i kiparskog i blisko je reljefu. Rezbarska tehnika primjenjuje se u skulpturi i u izradbi predmeta umjetničkoga obrta te kućne radinosti. U pučkom rezbarstvu rezbari se uporabne predmete za kućanstvo i gospodarstvo. Motivi variraju, od cijelih likova do jednostavnih geometrijskih oblika.